# Michal Sýkora
Michal Sýkora (* 4. Juli 1973 in Pardubice, Tschechoslowakei) ist ein ehemaliger tschechischer Eishockeyspieler. Während seiner Karriere spielte er für die San Jose Sharks, Chicago Blackhawks, Tampa Bay Lightning und Philadelphia Flyers in der National Hockey League, sowie den HC Pardubice und HC Sparta Prag in der tschechischen Extraliga. Sein jüngerer Bruder Petr ist ebenfalls professioneller Eishockeyspieler.

## Karriere
Sýkora begann seine Karriere in seiner Geburtsstadt, wo er die Jugendabteilung des HC Pardubice durchlief, ehe er in der Saison 1990/91 im Alter von 17 Jahren zu seinen ersten Einsätzen in der 1. Liga, der höchsten tschechoslowakischen Spielklasse, kam. Zur darauffolgenden Saison wagte er den Sprung nach Nordamerika, um in der Western Hockey League für die Tacoma Rockets zu spielen. Nach einer erfolgreichen Rookiesaison wurde er schließlich im NHL Entry Draft 1992 in der sechsten Runde an 123. Stelle von den San Jose Sharks ausgewählt. Der Tscheche verblieb noch ein weiteres Jahr bei den Tacoma Rockets und verdoppelte mit 73 Punkten seine Ausbeute des Vorjahres.
Zur Saison 1993/94 unterbreiteten die Sharks dem Verteidiger seinen ersten Profivertrag und setzten ihn zunächst bei den Kansas City Blades, ihrem Farmteam aus der International Hockey League ein. Im Verlauf der Spielzeit kam Sýkora aber auch zu seinen ersten 22 Einsätzen in der National Hockey League. Nachdem er auch die durch den Lockout verkürzte Saison 1994/95 teilweise in der IHL verbracht hatte, schaffte er zum Beginn der Spieljahres 1995/96 den Sprung in den Stammkader der Sharks und lief in 79 der insgesamt 82 Partien auf. Auch die Saison 1996/97 begann er mit dem Team aus San Jose, wurde dann aber im Januar 1997 mit Chris Terreri und Ulf Dahlén zu den Chicago Blackhawks abgegeben, die im Gegenzug Torhüter Ed Belfour an die US-amerikanische Westküste schickten. Sýkora beendete die Spielzeit mit den Blackhawks zwar, verlängerte seinen ausgelaufenen Vertrag jedoch nicht. Er kehrte zunächst nach Europa zurück und bestritt ein Spiel für seinen Stammverein in Pardubice, ehe er sich doch mit dem Management der Blackhawks einigen konnte. Am Ende des Jahres musste er jedoch zu den Tampa Bay Lightning wechseln. Nach nur zehn Spielen für Tampa verließ er den Klub und kehrte erneut in seine tschechische Heimat zurück, wo er zwei Spielzeiten mit dem HC Sparta Prag verbrachte und 2000 den Meistertitel feiern konnte.
Zur Saison 2000/01 begann Sýkora sein zweites Nordamerika-Engagement, da die Philadelphia Flyers den Free Agent für ein Jahr verpflichtet hatten. Nach der einjährigen Rückkehr beendete er seine Nordamerika-Karriere erneut und wechselte wieder in die tschechische Extraliga, diesmal zum HC Pardubice, wo er bis in die Saison 2004/05 hinein spielte, ehe er seine aktive Karriere beendete.

### International
Sýkora gewann während seiner Laufbahn zwei Weltmeistertitel mit der tschechischen Nationalmannschaft in den Jahren 1996 und 2000. In beiden Jahren wurde er auch ins All-Star Team des Turnieres gewählt. Zudem nahm er am World Cup of Hockey 1996, den Olympischen Winterspielen 2002 und der Weltmeisterschaft 2002 teil.

## Erfolge und Auszeichnungen
| - 1991 Goldmedaille bei der U18-Junioren-Europameisterschaft - 1993 WHL West First All-Star Team - 1996 Goldmedaille bei der Weltmeisterschaft - 1996 All-Star-Team der Weltmeisterschaft | - 2000 Tschechischer Meister mit dem HC Sparta Prag - 2000 Goldmedaille bei der Weltmeisterschaft - 2000 All-Star-Team der Weltmeisterschaft |